# Магелланов пролив
Магелланов пролив (исп. Estrecho de Magallanes) — пролив, разделяющий архипелаг Огненная Земля и континентальную Южную Америку (а также остров Риеско и ряд более мелких), узкий (минимальная ширина — 2,2 км) и в некоторых местах очень опасный для мореплавания. Длина пролива — 575 км, наименьшая глубина на фарватере — 20 м.
Впервые был открыт и преодолён Фернаном Магелланом в 1520 году во время его кругосветного путешествия, Огненная Земля долгое время считалась северной частью Неведомой Южной земли. Пролив труден для навигации из-за частых сужений и непредсказуемых ветров и течений. Морская лоцманская проводка обязательна на участке между Атлантическим океаном и Пунта-Аренас. Пролив короче и более защищён, чем пролив Дрейка в открытом море вокруг мыса Горн, в котором нередки штормовые ветра и айсберги. Наряду с узким проливом Бигл и сезонным Северо-Западным проходом это были единственные морские маршруты между Атлантикой и Тихим океаном до строительства Панамского канала.

## История

### Коренные народы
Магелланов пролив был заселён коренными американцами на протяжении тысячелетий. В западной части его северного побережья жили алакалуфы, также известные как кавескары. К востоку от алакалуфов обитали теуэльче, территория которого простиралась на север в Патагонию. К югу от теуэльче, через Магелланов пролив, жили селькнамы, населявшие большую часть восточной части Огненной Земли. К западу от селькнамов проживали яганы, которые населяли самую южную часть Огненной Земли. Все племена в районе Магелланова пролива были кочевыми охотниками-собирателями. Единственным неморским народом в этом районе были теуэльче, которые зимой ловили и собирали моллюсков вдоль побережья, а летом отправлялись на охоту в южные Анды.
Племена региона почти не сталкивались с европейским вмешательством до конца XIX века. Затем занесённые европейцами инфекционные болезни уничтожили большую часть коренного населения.

### Открытие и исследование

#### Фернан Магеллан
Фернан Магеллан, португальский исследователь и мореплаватель на службе испанского короля Карла I, стал первым европейцем, совершившим навигацию по проливу в 1520 году во время своего кругосветного плавания.
22 марта 1518 года в Вальядолиде была организована экспедиция, в которой Магеллан назначался адмиралом и губернатором всех обнаруженных земель. Флот состоял из пяти кораблей: «Тринидад» (110 тонн, экипаж 55 человек) под командованием Магеллана; «Сан-Антонио» (120 тонн, экипаж 60 человек) под командованием Хуана де Картахена; «Консепсьон» (90 тонн, экипаж 45 человек) под командованием Гаспара де Кесада (Хуан Себастьян Элькано служил на нём боцманом); Виктория (85 тонн, экипаж 42 человека) под командованием Луиса де Мендоса; и Сантьяго (75 тонн, экипаж 32 человека) под командованием Жуана Родригеса Серрана.
Флот стал известен как «Армада де лас Молукас» или «Флот Молуккских островов». Флот отплыл из Санлукар-де-Баррамеда 20 сентября 1519 года.
21 октября 1520 года, в день «Одиннадцати тысяч дев» — Святой Урсулы, примерно на 52-й параллели южной широты Магеллан открыл мыс, который он и назвал в честь этого праздника «Cabo Virgenes».
Корабли Магеллана вошли в пролив 1 ноября 1520 года, в День всех святых. В этот же день Магеллан установил на берегу флаг и объявил землю территорией королевства Испании. Первоначально Магеллан дал проливу название «Пролива Всех Святых» (исп. Estrecho de Todos los Santos). Летописец Магеллана Антонио Пигафетта назвал его Патагонским проливом, а другие проливом «Виктория», в честь корабля первым вошедшего в пролив. В течение семи лет его называли Estrecho de Magallanes в честь Магеллана. Испанская империя и Генерал-капитанство Чили использовали его как южную границу своей территории.

#### Исследования и колонизация в 1500-х и 1600-х годах
Гарсия Хофре де Лоайса был вторым капитаном, который прошёл по проливу, и первым обнаружил, что Огненная Земля является островом. После этого губернатор Педро де Вальдивия направил экспедицию для исследования пролива, что впоследствии облегчило бы навигацию из Испании в Чили. В октябре 1553 года экспедиция вошла в Магелланов пролив с запада. Дойдя до бухты Вудс, экспедиция обнаружила только крутые берега и отсутствие провизии. Из-за страха попасть в ловушку в проливе зимой экспедиция развернулась и вернулась в чилийские порты в феврале 1554 года.
В октябре 1557 года Гарсия Уртадо де Мендоса, губернатор Чили, отправил ещё одну исследовательскую группу из семидесяти человек под командованием Хуана Ладрилеро. Им было поручено нанести на карту береговую линию и исследовать флору, фауну и этнографию региона. 16 августа 1558 года, Ладрилеро пройдя сквозь пролив достиг Атлантического океана, став первым навигатором, который пересек Магелланов пролив в обоих направлениях. Было много других испанских исследователей Магелланова пролива, и их исследования были описаны.
Двадцать лет спустя английский навигатор Фрэнсис Дрейк пересек пролив, создавая у жителей тихоокеанского побережья страх, что атака неминуема. Чтобы закрыть проход к испанским территориям, наместник Перу Франсиско де Толедо направил эскадру с двумя кораблями в Магелланов пролив под командованием Педро Сармьенто де Гамбоа. Они скрупулёзно исследовали пролив, пытаясь разыскать английских захватчиков, одновременно исследуя, где строить укрепления. Эти данные были засекречены. Несмотря на это, новые исследования этих земель продолжались. В 1584 году Педро Сармьенто де Гамбоа основал поселение Рей-Дон-Фелипе к югу от сегодняшнего Пунта-Аренаса, став первым губернатором этих земель. Из-за сурового климата, недостатка продовольствия и агрессивности туземцев поселение просуществовало всего около трёх лет. В 1587 году английский корабль принял на борт единственного выжившего из более чем 2000 колонистов, отправившихся в своё время из Испании на эти далёкие берега. В дальнейшем на протяжении двух веков место неудачливой колонии было известно среди моряков как «Порт Голода» (исп. Puerto del Hambre).
В 1616 году голландские путешественники, включая Виллема Схаутена и Якоба Лемера, открыли мыс Горн и исследовали южное побережье Огненной Земли. Спустя годы испанская экспедиция под командованием братьев Бартоломе и Гонсало Нодалей подтвердила это новое открытие. Дальнейшие исследования были сделаны английскими мореплавателями Джоном Байроном и Джеймсом Куком и французами Луи Антуаном де Бугенвилем и Жюлем Дюмон-Дюрвилем.

#### Исследования в 1800-х годах
Пролив был исследован и тщательно изучен Филиппом Паркером Кингером, который командовал британским исследовательским судном HMS Adventure, и в сотрудничестве с HMS Beagle провёл пять лет, исследуя сложные берега вокруг пролива (1826—1830 гг.). Отчёт об исследовании был представлен на двух собраниях Королевского географического общества в 1831 году.
Ричард Чарльз Мэйн командовал HMS Nassau в исследовательской экспедиции в Магелланов пролив, 1866—1869 годах. Натуралистом в путешествии был Роберт Оливер Каннингем. Чарльз Дарвин попросил лордов Адмиралтейства дать задание капитану Мэйну собрать несколько лодок с ископаемыми костями вымерших видов четвероногих. Адмирал Суливан ранее обнаружил удивительно богатое скопление ископаемых костей недалеко от пролива. Эти останки, по-видимому, принадлежали к более древнему периоду, чем коллекция Дарвина на HMS Beagle и других натуралистов, и поэтому представляли большой интерес для науки. Многие из них были собраны с помощью гидрографа капитана Ричардса Р. Н. и хранятся в Британском музее. Адмиралтейство составило рекомендации морякам в проливе в 1871 году.

### Присоединение к Чили
Чили завладела Магеллановым проливом 23 мая 1843 года. Президент Мануэль Бульнес приказал провести эту акцию после консультации с чилийским либертадором Бернардо О’Хиггинсом, который опасался оккупации зоны пролива Великобританией или Францией. Первое чилийское поселение, Фуэрте Бульнес, было расположено в лесной зоне на северной стороне пролива, а затем было заброшено. В 1848 году на северной стороне пролива был основан город Пунта-Аренас. До открытия Панамского канала город был важной остановкой для мореплавателей для пополнения снабжения. На Огненной Земле, через пролив от Пунта-Аренаса, во время золотой лихорадки на Огненной Земле в конце XIX века возникла деревня Порвенир. В Соглашении о границе между Чили и Аргентиной от 1881 года Аргентина фактически признала чилийский суверенитет над Магеллановым проливом. Аргентина ранее требовала весь пролив, или, по крайней мере, его восточную треть. В 1840 году Pacific Steam Navigation Company стала первой, использующей пароходы для коммерческого движения через пролив. До открытия Панамского канала в 1914 году Магелланов пролив являлся основным маршрутом для пароходов, следующих из Атлантического океана в Тихий океан. Его часто считали единственным безопасным способом передвижения между Атлантическим и Тихим океанами, поскольку пролив Дрейка, отделяющий мыс Горн от Антарктиды, известен своей бурной и непредсказуемой погодой и частым присутствием айсбергов и морского льда. Суда в проливе, защищенном Огненной Землёй на юге и побережьем континентальной части Южной Америки на севере, относительно легко его пересекали и Пунта-Аренас стал основным местом для пополнения запасов угля и провизии. Парусные корабли, частично из-за переменных ветров и течений в проливе, обычно предпочитали пролив Дрейка, где у них было больше возможностей для манёвра.

## География

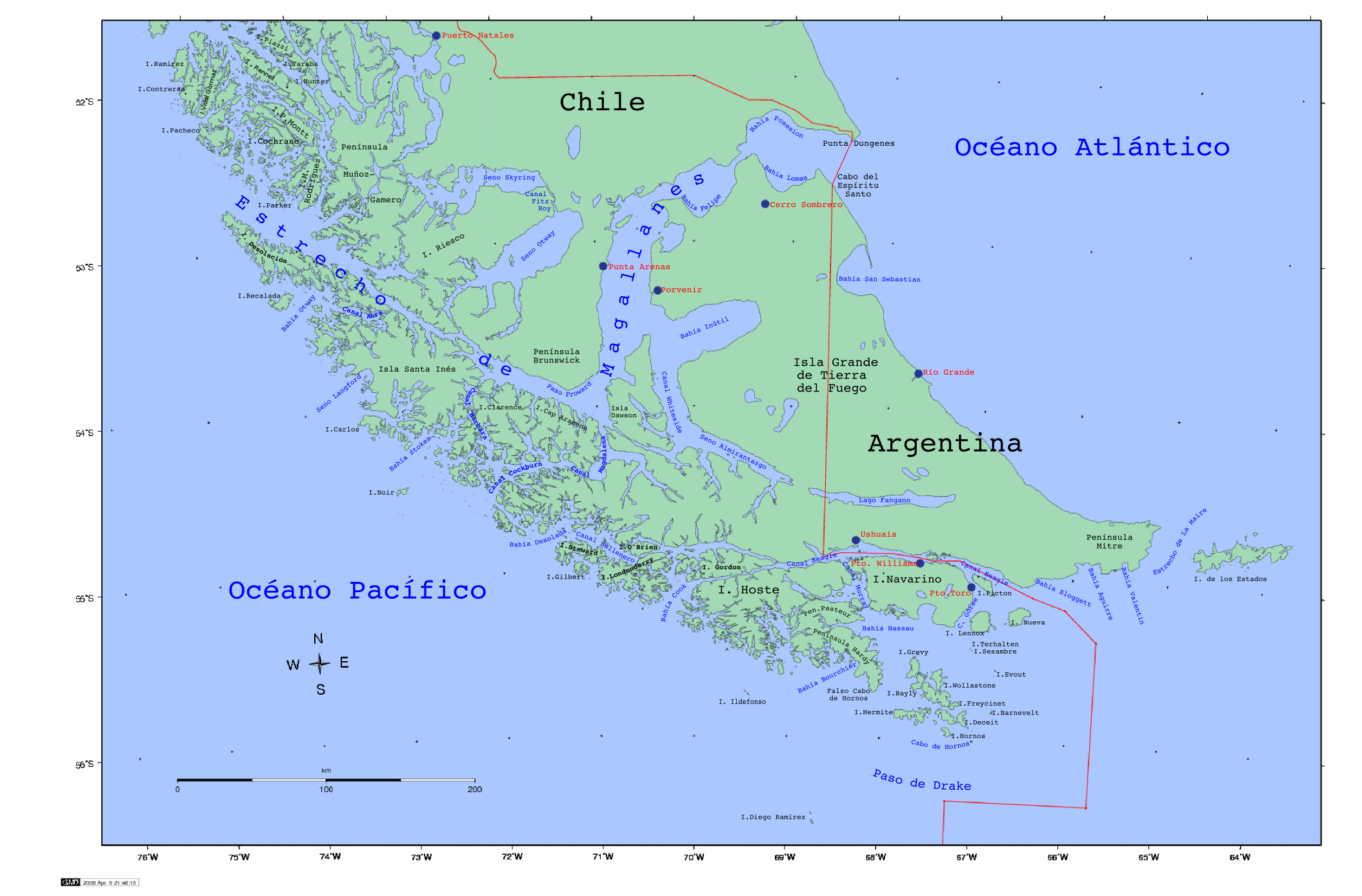

Магелланов пролив отделяет южную часть континентальной Южной Америки от архипелага Огненная Земля. Восточный вход в пролив это широкая бухта на границе Чили и Аргентины между Punta Dúngeness на материке и Cabo del Espíritu Santo на Огненной Земле, граница, определённая в Договоре о мире и дружбе 1984 года между Чили и Аргентиной. Западнее находятся Primera Angostura и Segunda Angostura, сужения, образованные двумя концевыми моренами разного возраста. Primera Angostura — самый близкий подход Огненной Земли к материковой части Южной Америки.
Дальше на запад лежит остров Магдалена, часть природного памятника Лос-Пингвинос Южная граница пролива на востоке следует сначала вдоль береговой линии Исла-Гранде-де-Огненная, затем северной оконечности Белого канала и береговой линии острова Доусон (Лос Пингвинос). Южная граница пролива следует сначала вдоль береговой линии Огненной Земли, затем вдоль северного входа Белостороннего канала и вдоль береговой линии острова Доусон. Западная часть пролива ведет к северо-западу от северного конца Магдаленского канала к тихоокеанскому входу в пролив. На южной стороне пролива находится остров Десоласьон, а на северной стороне ряд мелких островов архипелага королевы АделаидыВысокие, часто отвесные, сильно изрезанные берега этой части пролива изобилуют глубокими фьордами, которые служат как спасательные гавани во время частых здесь бурь. Растительность — мох, кустарники и низкорослые деревца. В пролив с гор спускаются ледники. Воздух сырой и холодный.
На атлантической стороне пролива характерны полусуточные приливы со средним приливом 7,1 метра и максимальным 9,0 метра соответственно. На тихоокеанской стороне приливы смешанные, в основном полусуточные, со средним приливом 1,1 метра и максимальным 1,2 метра соответственно. В проливе существует огромный приливно-энергетический потенциал.

## Галерея

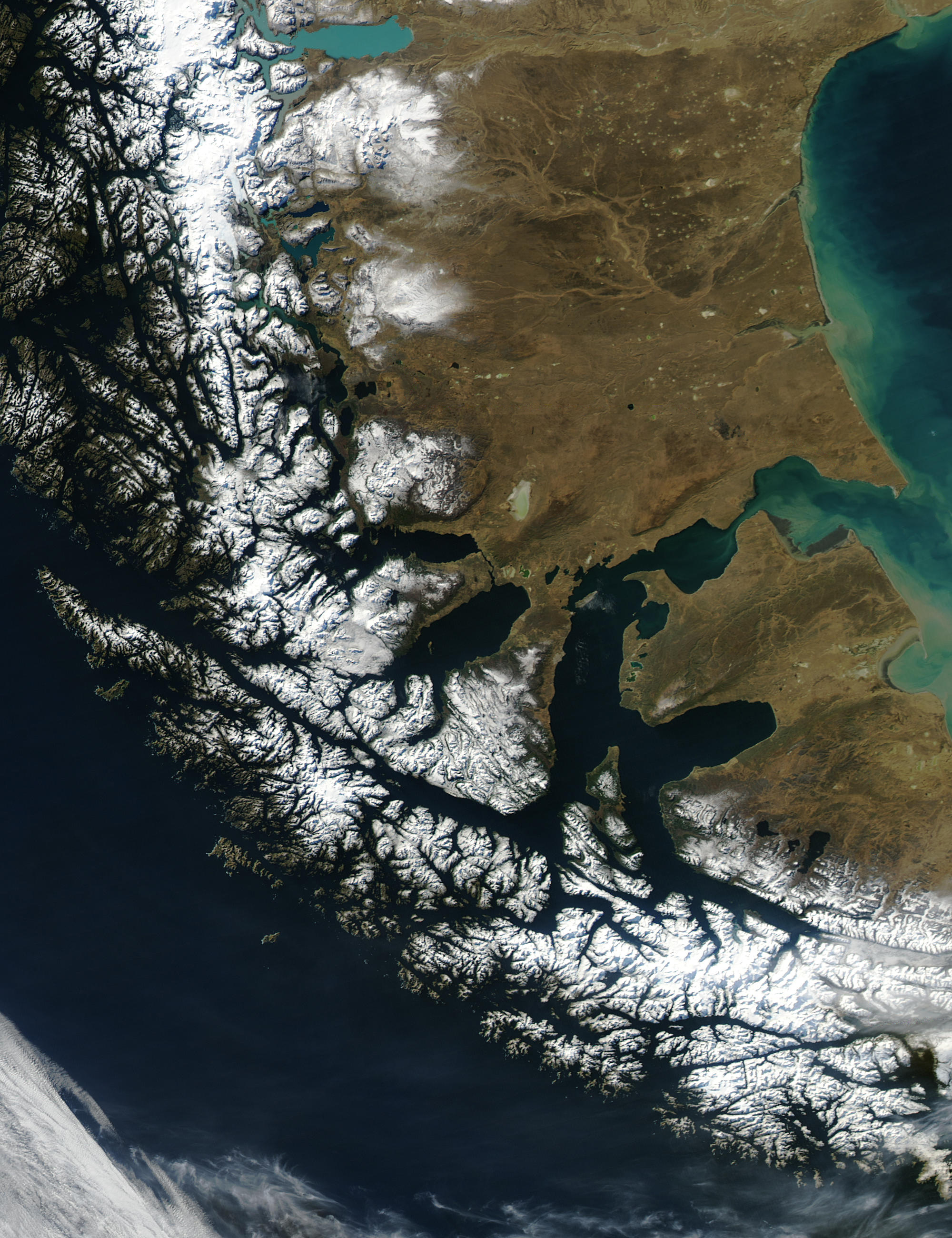
Спутниковая (MODIS) фотография Магелланова пролива
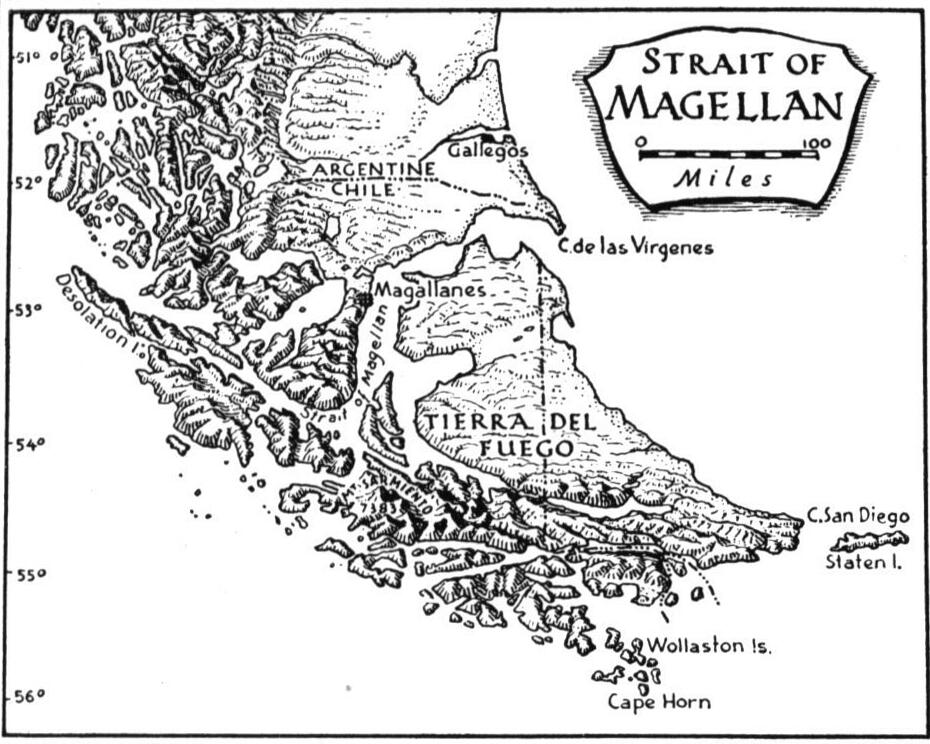
Старинная карта Магелланова пролива
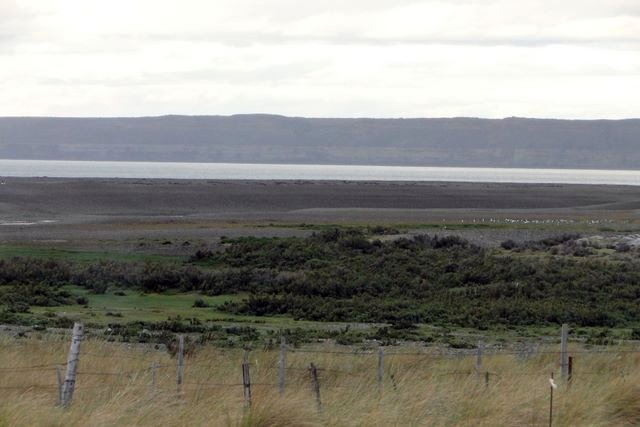
Вид на Магелланов пролив из Аргентины
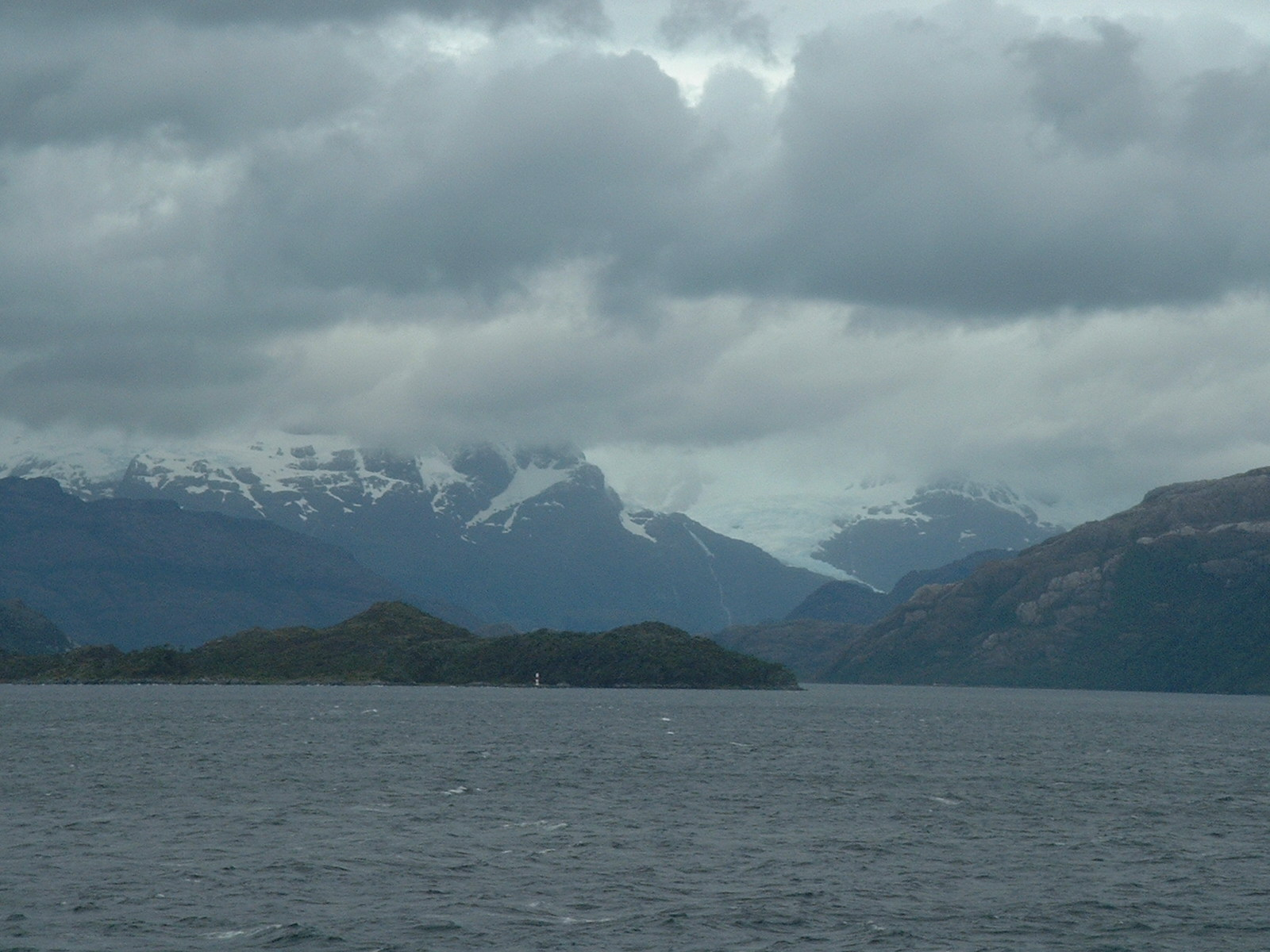
Магелланов пролив - западная часть
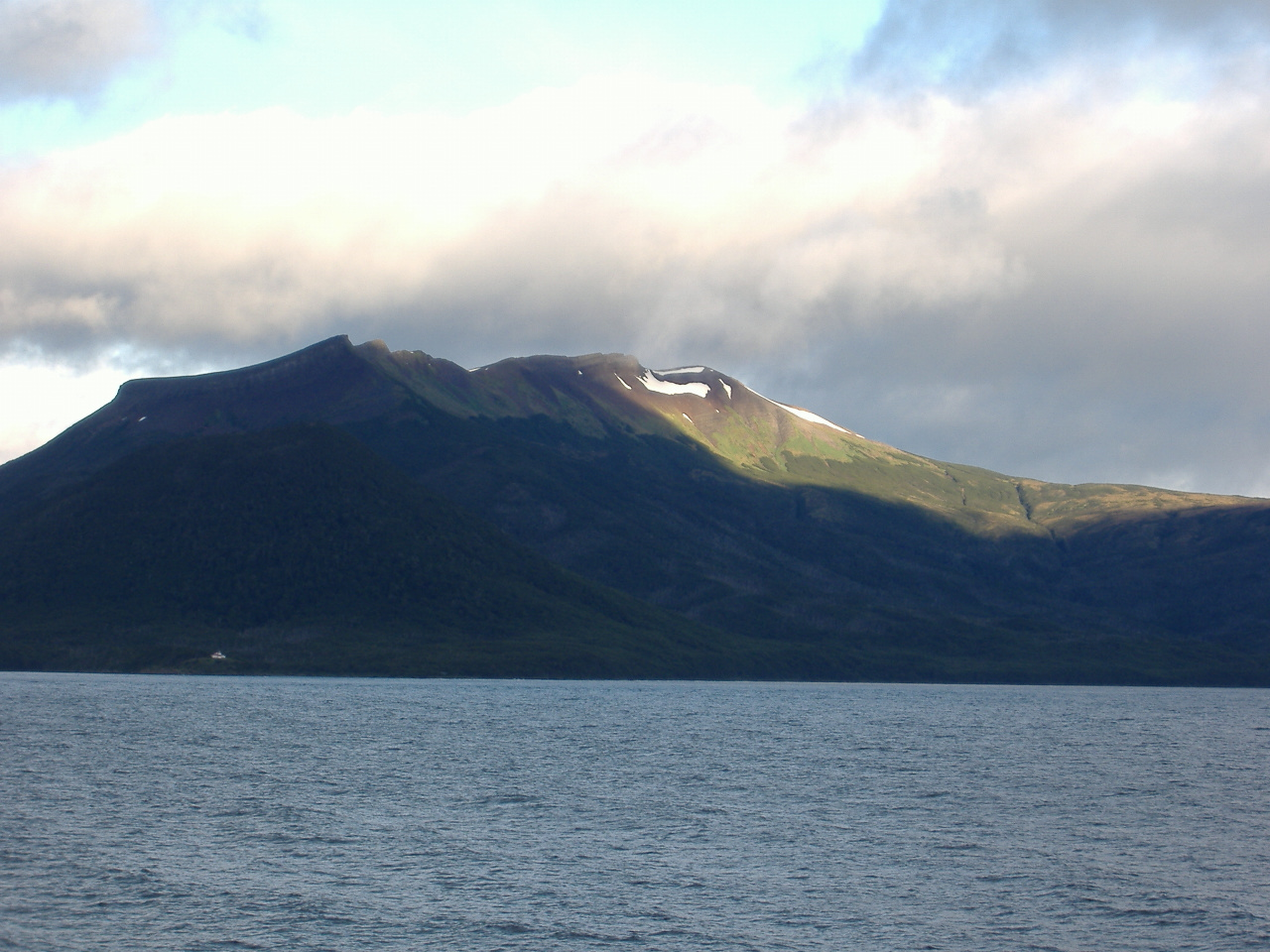
Магелланов пролив - восточная часть